# Aleix
Aleix ist ein männlicher Vorname. Er ist eine katalanische Form von Alexis.

## Namensträger
- Aleix Espargaró (* 1989), spanischer Motorradrennfahrer
- Aleix García (* 1997), spanischer Fußballspieler
- Aleix Gómez (* 1997), spanischer Handballspieler
- Aleix Pubill Rodríguez (* 1988), spanischer Skibergsteiger
- Aleix Tobías (* 1976), spanischer Schlagzeuger und Perkussionist (Jazz, Weltmusik)
- Aleix Vidal (* 1989), spanischer Fußballspieler